# Берёзовка (Суксунский район)
Берёзовка — деревня в Суксунском городском округе Пермского края России.

## История
Известна с 1850 года. До 2019 года входила в состав ныне упразднённого Поедугинского сельского поселения Суксунского района.

## География
Деревня находится в юго-восточной части края, в пределах Кунгурско-Красноуфимской степи, на берегах реки Сылвы, на расстоянии приблизительно 26 километров (по прямой) к востоку-юго-востоку (ESE) от посёлка городского типа Суксун, административного центра округа. Абсолютная высота — 177 метров над уровнем моря.
Климат
Климат характеризуется как континентальный, с морозной снежной зимой и коротким тёплым летом. Средняя многолетняя температура самого холодного месяца (января) составляет −15,6 °С (абсолютный минимум — −49 °С), температура самого тёплого (июля) — 18,1 °С (абсолютный максимум — 38 °С). Среднегодовое количество осадков — 470—500 мм. Снежный покров держится в течение 160 дней.

## Население
| 2010 |
| ---- |
| 77   |

Половой состав
По данным Всероссийской переписи населения 2010 года в половой структуре населения мужчины составляли 53,2 %, женщины — соответственно 46,8 %.
Национальный состав
Согласно результатам переписи 2002 года, в национальной структуре населения русские составляли 93 % из 172 чел.